# Lloyd Ruby
Lloyd Ruby (12 januari 1928 – Wichita Falls, Texas, 23 maart 2009) was een Amerikaans autocoureur. Hij nam deel aan de Indianapolis 500 tussen 1960 en 1977, waarvan de eerste in het wereldkampioenschap Formule 1 plaatsvond. Hij nam ook deel aan zijn thuisrace in 1961 voor het team Lotus, maar scoorde hierin geen punten.
Hij overleed op 81-jarige leeftijd in zijn woning in Wichita Falls, Texas.